# FreeRDP
FreeRDPは、Remote Desktop Protocol(RDP)の自由かつオープンソースなソフトウェアである。RDPを利用したリモートデスクトップクライアントとサーバ機能などを提供する。Apache License でライセンスされ、Unix系（Linux、Solaris、FreeBSD、MinGW など）、macOS、Microsoft Windows、Android、iOS で動作する。

## 対応状況
FreeRDP は2009年に rdesktop からフォークし、コードのモジュール化をし、様々な問題を修正し、新しい機能を実装した。0.9 までは rdesktop フォークコードを利用していたため GPL だったが、1.0 からは一から書き直され、Apache License となった。
1.0.2 現在、RDP 8.0 の大部分を実装していて、以下の機能を実装している。
- ビットマップ・キャッシュ
- ファイルシステム、オーディオ、シリアルポート、プリンタポート、クリップボードのリダイレクト
- 大部分の各国語キーボードのマッピング
- ストリーム圧縮と暗号化
- 自動認証
- スマートカードサポート
- RemoteApp (シームレスモード)
- RemoteFX
- ネットワークレベルでの認証
- デスクトップ コンポジッション
- リモートデスクトップゲートウェイ
- マルチタッチ
- USBデバイス リダイレクト

## 用途
リモートデスクトップサービスの動作している Microsoft Windows に接続するのに使われる。対象となる Windows は Windows NT 4.0 以降である。Android 版のクライアントは aFreeRDP として Google Play に登録されていて、iOS 版のクライアントは iFreeRDP として App Store に登録されている。Linux ベースのシンクライアントでも使われている。FreeRDP を利用したUNIX系のフロントエンドとしては、Remmina（英語: Remmina） などが存在する。
クライアントだけでなくリモートデスクトップサーバも開発している。